# Alloxazin
Alloxazin ist eine chemische Verbindung aus der Gruppe der Stickstoffheterocyclen. Es leitet sich von Chinoxalin und von Pteridin ab. Alloxazin bildet gelbgrüne Kristalle, deren Lösungen stark fluoreszieren.

## Herstellung
Die Synthese von Alloxazin durch Umsetzung von o-Phenylendiamin mit Alloxan  wurde erstmals 1891 beschrieben.
Bei einer alternativen Darstellung kondensiert man o-Phenylendiamin mit 5,5-Dimorpholinobarbitursäure.

## Eigenschaften
Alloxazin fluoresziert in Ethanol im Wellenlängenbereich von 420–480 nm und zeigt in Pyridin eine zusätzliche Absorptionsbande bei 500–560 nm, die charakteristisch für das tautomere Isoalloxazin ist. Das Gleichgewicht der Tautomerie liegt im Grundzustand auf der Seite des Alloxazin. Eine Synthese des unsubstituierten Isoalloxazin ist nicht bekannt.
Die experimentelle Ergebnisse zum Fluoreszenz-Verhalten sind mit einer Phototautomerie von Alloxazin zu Isoalloxazin im angeregten Zustand.
Während substituierte Alloxazin-Derivate keine biologische Aktivität zeigen, liegt bei den Flavinen eine Isoalloxazin-Grundstruktur vor, bei der das Stickstoffatom in der 5-Position substituiert ist. Vertreter sind beispielsweise Riboflavin, FAD und Flavinmononukleotid.
Substituierte Isoalloxazine sind über Uracil-Derivate synthetisch leicht zugänglich. Die folgende Abbildung zeigt eine einfache Syntheseroute: